# (46818) 1998 MZ24
(46818) 1998 MZ24 est un astéroïde de la partie interne de la ceinture principale d'astéroïdes, qualifié d'aréocroiseur par le Centre des planètes mineures.

## Description
Il a un diamètre compris entre 5 et 9 kilomètres.